# Брезе (Смолянская область)
Брезе (болг. Брезе) — село в Болгарии. Находится в Смолянской области, входит в общину Девин. Население составляет 490 человек.

## Политическая ситуация
В местном кметстве Брезе, в состав которого входит Брезе, должность кмета (старосты) исполняет Румен Живков Чавдаров (Граждане за европейское развитие Болгарии (ГЕРБ)) по результатам выборов.
Кмет (мэр) общины Девин — Здравко Василев Василев (ДПС) по результатам выборов.